# Raiders de Las Vegas
Stade
Maillots
Super Bowl XI - XV - XVIII
Champion AFL 1967
Les Raiders de Las Vegas sont une franchise professionnelle de football américain basée à Las Vegas dans le Nevada aux États-Unis.
Ils jouent au sein de la division Ouest de l'American Football Conference (AFC) en National Football League (NFL).
Créés en 1960 et intégrés à l'AFL, ils rejoignent la NFL lors de la fusion AFL-NFL en 1970.

## Histoire

### Première ère à Oakland (1960-1981)
Les Raiders sont formés en 1960. Basée à Oakland de 1960 à 1981, la franchise est initialement dénommée les « Raiders d'Oakland » (Oakland Raiders). La saison 1963 voit l'arrivée au sein de la franchise d'Al Davis, lequel est engagé à la fois comme entraîneur principal et comme directeur général. 
Ils intègrent la nouvelle ligue dénommée American Football League (AFL), une place ayant été libérée par les propriétaires de la franchise de Minneapolis-Saint Paul (qui deviendra les Vikings du Minnesota), ceux-ci ayant finalement décidé d'intégrer la NFL plutôt que l'AFL comme initialement prévu. 
Les Raiders héritent ainsi du premier choix global de la première draft de l'AFL, ce choix ayant initialement été attribué aux Minneapolis-Saint Paul. 
En 1970, lors de la fusion entre la NFL et l'AFL, les Raiders sont intégrés dans la NFL. 

### Raiders de Los Angeles (1982-1994)
Ils déménagent au Los Angeles Memorial Coliseum et y restent de 1982 à 1994. Ils sont renommés durant cette période les « Raiders de Los Angeles » (Los Angeles Raiders).

### Deuxième ère à Oakland (1995-2019)
La franchise retourne à Oakland dès la saison 1995 pour y rester jusqu'au terme de la saison 2019 tout en récupérant leur nom initial. Les Raiders jouent au RingCentral Coliseum (anciennement appelé Oakland Coliseum) jusqu'au terme de la saison 2019. Le déménagement vers Las Vegas est effectif pour le début de la saison 2020, son stade, l'Allegiant Stadium, étant terminé,.

### Raiders de Las Vegas (depuis 2020)
Le déménagement de la franchise à Las Vegas est approuvé après le vote des propriétaires des autres équipes le 27 mars 2017.
Le 22 janvier 2020, Mark Davis (en), propriétaire de la franchise, annonce officiellement, lors d'une conférence de presse à l'Allegiant Stadium, le changement de nom des Raiders qui s'appellent désormais les Raiders de Las Vegas (Las Vegas Raiders).

## Palmarès
- Super Bowl (3) : 1976 (XI), 1980 (XV), 1983 (XVIII)
- Finaliste du Super Bowl : Saison 1967 de la NFL (II)
- Champion de la Conférence AFC (4) : 1976, 1980, 1983, 2002
- Champion de la division Ouest de l'AFL (3) : 1967, 1968, 1969
- Champion de la division Ouest de l'AFC (12) : 1970, 1972, 1973, 1974, 1975, 1976, 1983, 1985, 1990, 2000, 2001, 2002

Les Raiders ont participé à cinq Super Bowls qu'ils ont remporté à trois reprises, soit en février 1977 (Super Bowl XI), février 1981 (Super Bowl XV) et février 1984 (Super Bowl XVIII). Leurs deux défaites sont survenues lors du Super Bowl II en février 1968 et lors du Super Bowl XXXVII en février 2003. La franchise aurait pu en jouer plus, mais a échoué à 9 reprises lors du dernier match qualificatif, soit lors de 7 finales de Conférence AFC perdues et lors des deux finales AFL perdues.

## Stade
Depuis 2020, les Raiders disputent leurs matchs à l'Allegiant Stadium de Las Vegas.
Précédents stades :
- Oakland Coliseum, Oakland, 1966–1981, 1995–2019 ;
- Los Angeles Memorial Coliseum, Los Angeles, 1982-1994 ;
- Frank Youell Field (en), Oakland, 1962-1965
- Candlestick Park, San Francisco, 1960 et 1961 ;
- Kezar Stadium, San Francisco, 1960.

## Rivalité
- Broncos de Denver
- 49ers de San Francisco
- Chargers de Los Angeles (ex Chargers de San Diego)
- Chiefs de Kansas City
- Steelers de Pittsburgh

## Les entraîneurs
| #   | Numéro d'ordre des entraîneurs                                       |
| Nb. | Nombre de matchs dirigés comme entraîneur principal                  |
| G   | Nombre de victoires                                                  |
| D   | Nombre de défaites                                                   |
| N   | Nombre de matchs nuls                                                |
| %   | Pourcentage de victoires                                             |
| †   | Intronisé au Pro Football Hall of Fame comme entraîneur              |
| ‡   | Intronisé au Pro Football Hall of Fame comme joueur                  |
| *   | A passé la totalité de sa carrière d'entraîneur NFL chez les Raiders |

| #                      | Nom                      | Saisons     | Bilan en saison régulière | Bilan en saison régulière | Bilan en saison régulière | Bilan en saison régulière | Bilan en saison régulière | Bilan en playoffs | Bilan en playoffs | Bilan en playoffs | Bilan en playoffs | Récompenses                                                      | Réf.   |
| ---------------------- | ------------------------ | ----------- | ------------------------- | ------------------------- | ------------------------- | ------------------------- | ------------------------- | ----------------- | ----------------- | ----------------- | ----------------- | ---------------------------------------------------------------- | ------ |
| #                      | Nom                      | Saisons     | Nb.                       | G                         | P                         | N                         | %                         | Nb.               | G                 | P                 | %                 | Récompenses                                                      | Réf.   |
| Raiders d'Oakland      |                          |             |                           |                           |                           |                           |                           |                   |                   |                   |                   |                                                                  |        |
| 1                      | Eddie Erdelatz (en)*     | 1960–1961*  | 16                        | 6                         | 10                        | 0                         | 37,5                      | —                 | —                 | —                 | —                 |                                                                  | [ 4 ]  |
| 2                      | Marty Feldman (en) *     | 1961-1962 * | 17                        | 2                         | 15                        | 0                         | 11,8                      | —                 | —                 | —                 | —                 |                                                                  | [ 5 ]  |
| 3                      | Red Conkright (en) * [a] | 1962 *      | 9                         | 1                         | 8                         | 0                         | 11,1                      | —                 | —                 | —                 | —                 |                                                                  | [ 6 ]  |
| 4                      | Al Davis †*              | 1963–1965 * | 42                        | 23                        | 16                        | 3                         | 56,3                      | —                 | —                 | —                 | —                 | Entraîneur de l'année 1963 en AFL                                | [ 7 ]  |
| 5                      | John Rauch               | 1966–1968   | 42                        | 33                        | 8                         | 1                         | 79,8                      | 4                 | 2                 | 2                 | 50                | Champion 1967 de l'AFL                                           | [ 8 ]  |
| 6                      | John Madden †*           | 1969-1978 * | 142                       | 103                       | 32                        | 7                         | 75                        | 16                | 9                 | 7                 | 56,3              | Vainqueur du Super Bowl (1976) Entraîneur de l'année 1969 en NFL | [ 10 ] |
| 7                      | Tom Flores (en) †        | 1979–1981   | 48                        | 27                        | 21                        | 0                         | 56,3                      | 4                 | 4                 | 0                 | 100               | Vainqueur du Super Bowl (1980)                                   | [ 11 ] |
| Raiders de Los Angeles |                          |             |                           |                           |                           |                           |                           |                   |                   |                   |                   |                                                                  |        |
| —                      | Tom Flores (en) †        | 1982–1987   | 88                        | 56                        | 32                        | 0                         | 63,6                      | 7                 | 4                 | 3                 | 57,1              | Vainqueur du Super Bowl (1983)                                   | [ 11 ] |
| 8                      | Mike Shanahan            | 1988-1989   | 20                        | 8                         | 12                        | 0                         | 40                        | —                 | —                 | —                 | —                 |                                                                  | [ 12 ] |
| 9                      | Art Shell ‡*[b][c][d]    | 1989–1994 * | 92                        | 54                        | 38                        | 0                         | 58,7                      | 5                 | 2                 | 3                 | 40                | Entraîneur de l'année 1990 par Pro Football Weekly               | [ 13 ] |
| Raiders d'Oakland      |                          |             |                           |                           |                           |                           |                           |                   |                   |                   |                   |                                                                  |        |
| 10                     | Mike White (en) *        | 1995–1996 * | 32                        | 15                        | 17                        | 0                         | 46,9                      | —                 | —                 | —                 | —                 |                                                                  | [ 14 ] |
| 11                     | Joe Bugel                | 1997        | 16                        | 4                         | 12                        | 0                         | 25                        | —                 | —                 | —                 | —                 |                                                                  | [ 15 ] |
| 12                     | Jon Gruden[g]            | 1998–2001   | 64                        | 38                        | 26                        | 0                         | 59,4                      | 4                 | 2                 | 2                 | 50                |                                                                  | [ 16 ] |
| 13                     | Bill Callahan (en)       | 2002–2003   | 32                        | 15                        | 17                        | 0                         | 59,4                      | 3                 | 2                 | 1                 | 50                | Champion 2002 de l'AFC                                           | [ 17 ] |
| 14                     | Norv Turner              | 2004–2005   | 32                        | 9                         | 23                        | 0                         | 28,1                      | —                 | —                 | —                 | —                 |                                                                  | [ 18 ] |
| —                      | Art Shell ‡*[d]          | 2006 *      | 16                        | 2                         | 14                        | 0                         | 12,5                      | —                 | —                 | —                 | —                 |                                                                  | [ 13 ] |
| 15                     | Lane Kiffin (en) *       | 2007–2008 * | 20                        | 5                         | 15                        | 0                         | 25                        | —                 | —                 | —                 | —                 |                                                                  | [ 19 ] |
| 16                     | Tom Cable (en) *[e]      | 2008–2010 * | 44                        | 17                        | 27                        | 0                         | 38,6                      | —                 | —                 | —                 | —                 |                                                                  | [ 20 ] |
| 17                     | Hue Jackson (en)         | 2011        | 16                        | 8                         | 8                         | 0                         | 50                        | —                 | —                 | —                 | —                 |                                                                  | [ 21 ] |
| 18                     | Dennis Allen*            | 2012–2014 * | 36                        | 8                         | 28                        | 0                         | 22,2                      | —                 | —                 | —                 | —                 |                                                                  | [ 22 ] |
| 19                     | Tony Sparano[f]          | 2014        | 12                        | 3                         | 9                         | 0                         | 25                        | —                 | —                 | —                 | —                 |                                                                  | [ 23 ] |
| 20                     | Jack Del Rio             | 2015–2017   | 48                        | 25                        | 23                        | 0                         | 52,1                      | 1                 | 0                 | 1                 | 0                 |                                                                  | [ 24 ] |
| —                      | Jon Gruden[g]            | 2018–2019   | 32                        | 11                        | 21                        | 0                         | 34,4                      | —                 | —                 | —                 | —                 |                                                                  | [ 16 ] |
| Raiders de Las Vegas   |                          |             |                           |                           |                           |                           |                           |                   |                   |                   |                   |                                                                  |        |
| —                      | Jon Gruden [g]           | 2020–2021   | 21                        | 11                        | 10                        | 0                         | —                         | —                 | —                 | —                 |                   | [ 16 ]                                                           |        |
| 21                     | Rich Bisaccia (en) * [h] | 2021        | 12                        | 7                         | 5                         | 0                         | 58,3                      | 1                 | 0                 | 1                 | 0                 |                                                                  | [ 25 ] |
| 22                     | Josh McDaniels           | 2022-2023   | 25                        | 9                         | 16                        | 0                         | 36,0                      | —                 | —                 | —                 | —                 |                                                                  | [ 26 ] |
| 23                     | Antonio Pierce [i]       | 2023-2024   | 26                        | 9                         | 17                        | 0                         | 34,6                      | —                 | —                 | —                 | —                 |                                                                  | [ 27 ] |
| 24                     | Pete Carroll             | 2025        | En cours                  | En cours                  | En cours                  | En cours                  | En cours                  | En cours          | En cours          | En cours          | En cours          |                                                                  |        |

Notes
- a Feldman est licencié après cinq matchs joués lors de la saison 1962. Conkright est désigné entraîneur principal intérimaire pour les neuf matchs restants.
- b Shanahan est licencié après quatre matchs joués lors de la saison 1989. Shell est désigné entraîneur principal intérimaire pour les douze matchs restants et est ensuite engagé par la suite comme entraîneur principal.
- c Shell est intronisé au Pro Football Hall of fame comme joueur en 1989.
- d Shell est entraîneur principal des Raiders lors de deux périodes différentes[13]
- e Kiffin est licencié après quatre matchs joués lors de la saison 2008. Cable est désigné entraîneur principal intérimaire pour les douze matchs restants et est ensuite engagé par la suite comme entraîneur principal.
- f Allen est licencié après quatre matchs joués lors de la saison 2014 season. Sparano est désigné entraîneur principal intérimaire pour les douze matchs restants.
- g Gruden est entraîneur principal des Raiders lors de deux périodes différentes.
- h Gruden démissionne après cinq matchs au cours de la saison 2021. Bisaccia est désigné entraîneur principal intérimaire pour les douze matchs restants.
- [i]McDaniels est licencié après huit matchs au cours de la saison 2023. Pierce est désigné entraîneur principal intérimaire pour les neuf derniers restants.

## Logos et uniformes

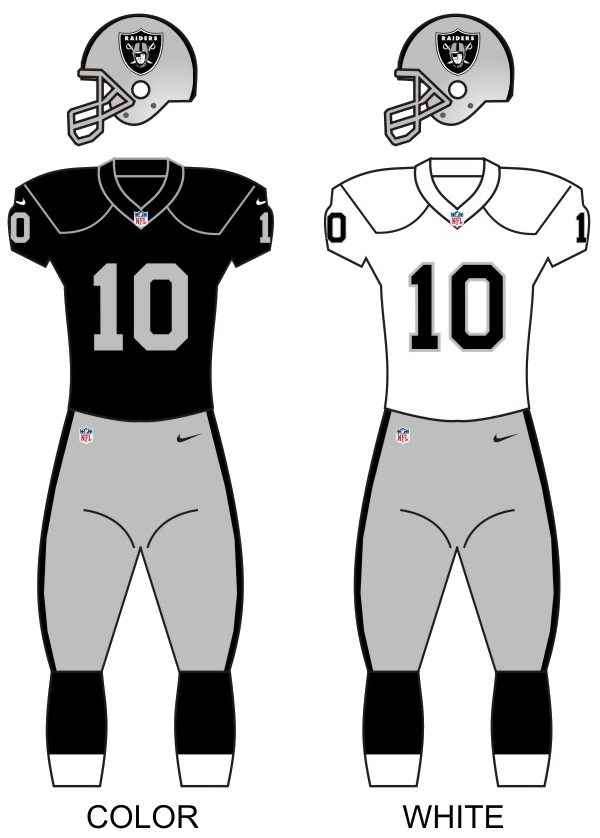
L'uniforme des Raiders de Las Vegas.

Lors de sa création en 1960, un concours pour trouver le « nom de l'équipe » est organisé par l'Oakland Tribune (en). La dénomination Señors d'Oakland l'emporte. Après avoir été la cible de plaisanteries locales pendant plusieurs semaines ainsi que d'accusations d'arrangement pour la désignation du nom de la franchise, les propriétaires décident neuf jours plus tard de changer le nom de l'équipe. Celle-ci s’appelle les Raiders d'Oakland, nom qui avait terminé troisième du concours. Les couleurs de l'équipe d'origine étaient noirs, or et blanc. Le célèbre emblème de l'équipe, un pirate (ou « raider » en anglais) à l'œil bandé portant un casque de football, aurait été inspiré d'un film de pirates avec l'acteur Randolph Scott.
Les uniformes originaux des Raiders étaient noir et or, tandis que les casques étaient noirs avec une bande blanche et sans logo. L'équipe a porté ces uniformes de 1960-1962. Quand Al Davis est devenu entraîneur principal et directeur général en 1963, il change les couleurs de l'équipe en argent et noir et ajoute un logo sur le casque. Ce logo était un bouclier avec en inséré le mot « Raiders » placé sur le dessus, des épées croisées et la tête d'un pirate portant un casque de football. Au fil des ans, il n'a subi que des modifications mineures notamment au niveau de sa couleur (comme le changement d'argent en noir de l'arrière-plan en 1964).

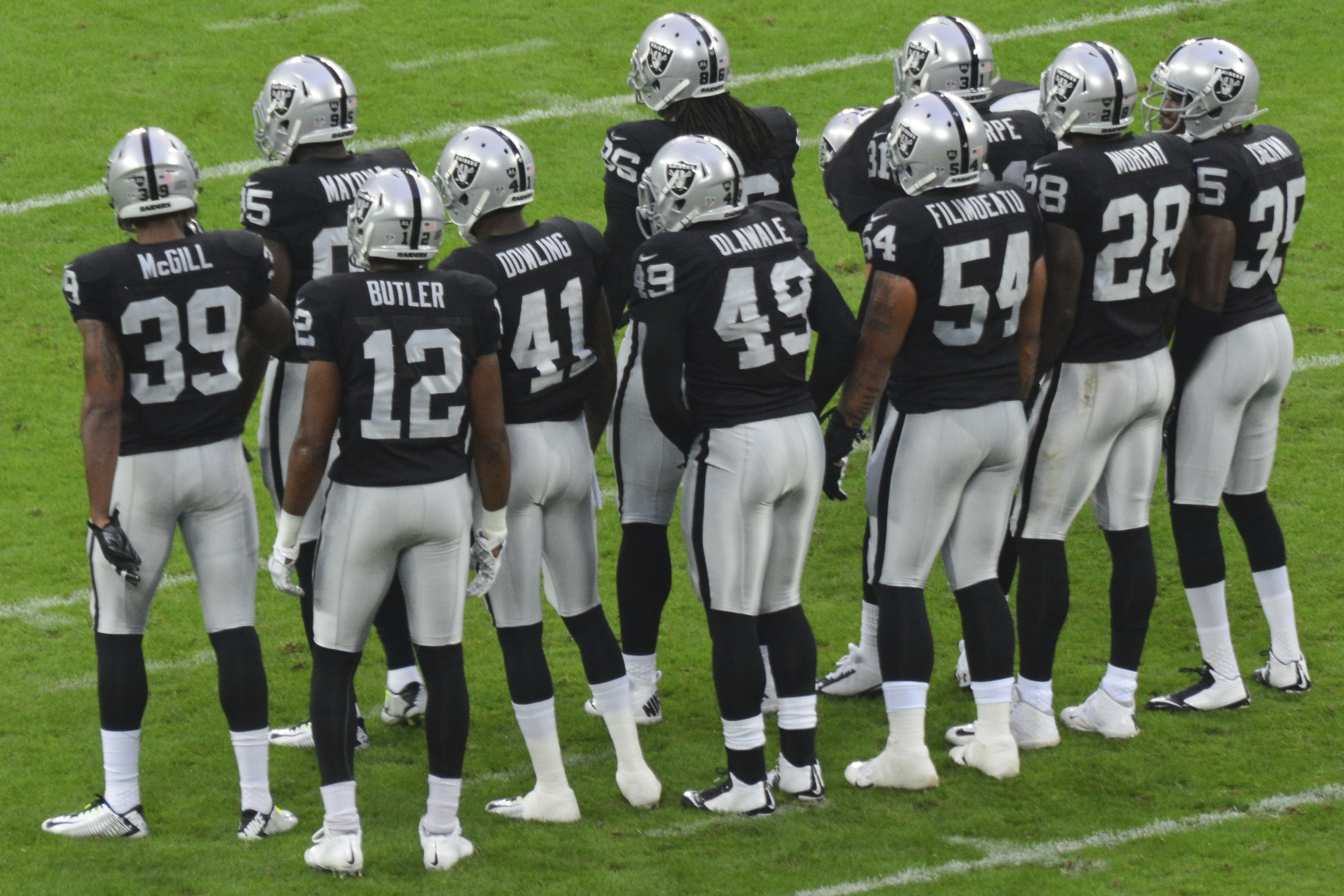
Les Raiders portant l'uniforme noir.

L'uniforme actuel est demeuré essentiellement le même depuis les débuts en 1963. Il se compose d'un casque couleur argent, de pantalons et chandails soit noir ou blanc. Les maillots noirs ont des numéros argentés, tandis que les maillots blancs ont des chiffres noirs. À l'origine, les maillots blancs portaient des numéros argentés avec un contour noir épais. Ils ont été modifiés en noir avec un contour argenté pour la saison 1964. En 1970, l'équipe a utilisé les chiffres argentés pour la saison. En 1971, l'équipe affiche de nouveau des chiffres noirs.
Les Raiders portent des maillots blancs à domicile pour la première fois de leur histoire le 28 septembre 2008 contre les Chargers de San Diego. La décision est prise par Lane Kiffin, lequel entraînait pour la dernière fois les Raiders bien que l'argument officiel invoqué fut la chaleur écrasante pendant le match, même si la température relevée à Oakland ce jour-là n'était que de 22 °C.
Pour la saison 2009, les Raiders participent au programme Héritage AFL et portent leurs anciens maillots de 1960.
L'équipe est surnommée les « Silver & Blacks » (argent et noir) en référence aux couleurs de l'équipe (noir avec les noms et numéros des joueurs en argenté).

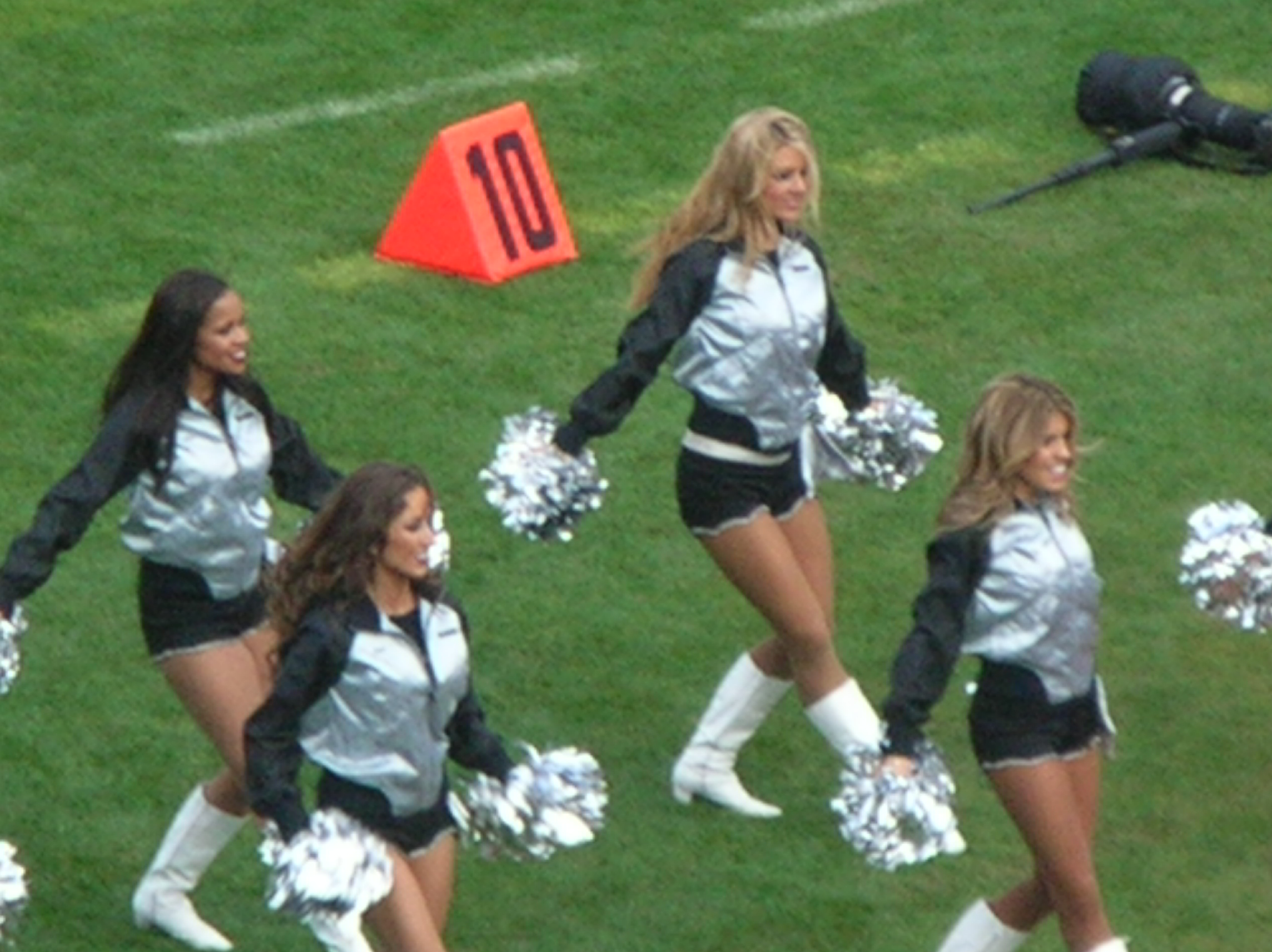
Les Raiderettes réalisant une démonstration.

## Cheerleaders
Les « Raiderettes d'Oakland » (Oakland Raiderettes) désignent, dès leur création en 1961, l'équipe de cheerleading des Raiders d'Oakland. Lorsque les Raiders déménagent à Los Angeles en 1982, l'équipe est renommée « Raiderettes de Los Angeles » (Los Angeles Raiderettes). Toutefois, lorsque la franchise revient à Oakland en 1995, elles reprennent leur nom d'origine, les Raiderettes d'Oakland. Lorsque la franchise déménage à Las Vegas en 2020, elles deviennent les « Raiderettes de Las Vegas » (Las Vegas Raiderettes). Lors de leurs séjours à Los Angeles, Oakland et à Las Vegas, elles ont été désignées comme « Football's Fabulous Females » (les femmes fabuleuses du football).

## Bilan saison par saison
| Saison                 | Vic.                                         | Déf.                                         | Nuls                                         | Classement                                                                        | Séries éliminatoires |
| ---------------------- | -------------------------------------------- | -------------------------------------------- | -------------------------------------------- | --------------------------------------------------------------------------------- | --- |
| Raiders d'Oakland      |                                              |                                              |                                              |                                                                                   | |
| 1960                   | 6                                            | 8                                            | 0                                            | 3e AFL West                                                                       | -- |
| 1961                   | 2                                            | 12                                           | 0                                            | 4e AFL West                                                                       | -- |
| 1962                   | 1                                            | 13                                           | 0                                            | 4e AFL West                                                                       | -- |
| 1963                   | 10                                           | 4                                            | 0                                            | 2e AFL West                                                                       | -- |
| 1964                   | 5                                            | 7                                            | 2                                            | 3e AFL West                                                                       | -- |
| 1965                   | 8                                            | 5                                            | 1                                            | 2e AFL West                                                                       | -- |
| 1966                   | 8                                            | 5                                            | 1                                            | 2e AFL West                                                                       | -- |
| 1967                   | 13                                           | 1                                            | 0                                            | 1er Ouest(AFL)                                                                    | Victoire en finale AFL (Oilers de Houston) 40–7 Défaite au Super Bowl II (Packers de Green Bay) 33-14 |
| 1968                   | 12                                           | 2                                            | 0                                            | 1er AFL West                                                                      | Victoire en séries éliminatoires (division) (Chiefs de Kansas City) 41–6 Défaite en finale AFL (Jets de New York) 27-23 |
| 1969                   | 12                                           | 1                                            | 1                                            | 1er AFL West                                                                      | Victoire en séries éliminatoires (division) (Oilers de Houston) 56–7 Défaite en finale AFL (Chiefs de Kansas City) 17-7 |
| Incorporé à la NFL     |                                              |                                              |                                              |                                                                                   | |
| 1970                   | 8                                            | 4                                            | 2                                            | 1er AFC West                                                                      | Victoire en séries éliminatoires (division) (Dolphins de Miami) 21–14 Défaite en finale de conférence AFC (Colts de Baltimore) 27-17 |
| 1971                   | 8                                            | 4                                            | 2                                            | 2e AFC West                                                                       | -- |
| 1972                   | 10                                           | 3                                            | 1                                            | 1er AFC West                                                                      | Défaite en séries éliminatoires (division) (Steelers de Pittsburgh) 13-7 |
| 1973                   | 9                                            | 4                                            | 1                                            | 1er AFC West                                                                      | Victoire en séries éliminatoires (division) (Steelers de Pittsburgh) 33–14 Défaite en finale de conférence AFC (Dolphins de Miami) 27-10 |
| 1974                   | 12                                           | 2                                            | 0                                            | 1er AFC West                                                                      | Victoire en séries éliminatoires (division) (Dolphins de Miami) 28–26 Défaite en finale de conférence AFC (Steelers de Pittsburgh) 24-13 |
| 1975                   | 11                                           | 3                                            | 0                                            | 1er AFC West                                                                      | Victoire en séries éliminatoires (division) (Bengals de Cincinna) 31–28 Défaite en finale de conférence AFC (Steelers de Pittsburgh) 16-10 |
| 1976                   | 13                                           | 1                                            | 0                                            | 1er AFC West                                                                      | Victoire en séries éliminatoires (division) (Patriots de la Nouvelle-Angleterre) 24–21 Victoire en finale de conférence AFC (Steelers de Pittsburgh) 24–7 Victoire au Super Bowl XI (Vikings du Minnesota) 32-14                                                              |
| 1977                   | 11                                           | 3                                            | 0                                            | 2e AFC West                                                                       | Victoire en séries éliminatoires (division) (at Colts d'Indianapolis) 37–31 (2 OT) Défaite en finale de conférence AFC (Broncos de Denver) 20-17 |
| 1978                   | 9                                            | 7                                            | 0                                            | 4e AFC West                                                                       | -- |
| 1979                   | 9                                            | 7                                            | 0                                            | 3e AFC West                                                                       | -- |
| 1980                   | 11                                           | 5                                            | 0                                            | 1er AFC West                                                                      | Victoire en séries éliminatoires (wild card) (Oilers de Houston) 27–7 Victoire en séries éliminatoires (division) (@ Browns de Cleveland) 14–12 Victoire en finale de conférence AFC (@ Chargers de San Diego) 34–27 Victoire au Super Bowl XV (Eagles de Philadelphie) 27-10 |
| 1981                   | 7                                            | 9                                            | 0                                            | 4e AFC West                                                                       | -- |
| Raiders de Los Angeles |                                              |                                              |                                              |                                                                                   | |
| 1982                   | 8                                            | 1                                            | 0                                            | 1er AFC Conference                                                                | Victoire en séries éliminatoires (wild card) (Browns de Cleveland) 27–10 Défaite en séries éliminatoires (division) (Jets de New York) 17-14 |
| 1983                   | 12                                           | 4                                            | 0                                            | 1er AFC West                                                                      | Victoire en séries éliminatoires (division) (Steelers de Pittsburgh) 38–10 Victoire en finale de conférence AFC (Seahawks de Seattle) 30–14 Victoire au Super Bowl XVIII (Redskins de Washington) 38-9                                                                        |
| 1984                   | 11                                           | 5                                            | 0                                            | 3e AFC West                                                                       | Défaite en séries éliminatoires (wild card) (Seahawks de Seattle) 13-7 |
| 1985                   | 12                                           | 4                                            | 0                                            | 1er AFC West                                                                      | Défaite en séries éliminatoires (division) (Patriots de la Nouvelle-Angleterre) 27-20 |
| 1986                   | 8                                            | 8                                            | 0                                            | 4e AFC West                                                                       | -- |
| 1987                   | 5                                            | 10                                           | 0                                            | 4e AFC West                                                                       | -- |
| 1988                   | 7                                            | 9                                            | 0                                            | 3e AFC West                                                                       | -- |
| 1989                   | 8                                            | 8                                            | 0                                            | 3e AFC West                                                                       | -- |
| 1990                   | 12                                           | 4                                            | 0                                            | 1er AFC West                                                                      | Victoire en séries éliminatoires (division) (Bengals de Cincinnati) 20–10 Défaite en finale de conférence AFC (Bills de Buffalo) 51-3 |
| 1991                   | 9                                            | 7                                            | 0                                            | 3e AFC West                                                                       | Défaite en séries éliminatoires (wild card) (Chiefs de Kansas City) 10-6 |
| 1992                   | 7                                            | 9                                            | 0                                            | 4e AFC West                                                                       | -- |
| 1993                   | 10                                           | 6                                            | 0                                            | 2e AFC West                                                                       | Victoire en séries éliminatoires (wild card) (Broncos de Denver) 42–24 Défaite en séries éliminatoires (division) (Bills de Buffalo) 29-23 |
| 1994                   | 9                                            | 7                                            | 0                                            | 2e AFC West                                                                       | -- |
| Raiders d'Oakland      |                                              |                                              |                                              |                                                                                   | |
| 1995                   | 8                                            | 8                                            | 0                                            | 4e AFC West                                                                       | -- |
| 1996                   | 7                                            | 9                                            | 0                                            | 4e AFC West                                                                       | -- |
| 1997                   | 4                                            | 12                                           | 0                                            | 4e AFC West                                                                       | -- |
| 1998                   | 8                                            | 8                                            | 0                                            | 2e AFC West                                                                       | -- |
| 1999                   | 8                                            | 8                                            | 0                                            | 4e AFC West                                                                       | -- |
| 2000                   | 12                                           | 4                                            | 0                                            | 1er AFC West                                                                      | Victoire en séries éliminatoires (division) (Dolphins de Miami) 27–0 Défaite en finale de conférence AFC (Ravens de Baltimore) 16-3 |
| 2001                   | 10                                           | 6                                            | 0                                            | 1er AFC West                                                                      | Victoire en séries éliminatoires (wild card) (Jets de New York) 38–24 Défaite en séries éliminatoires (diivision) (Patriots de la Nouvelle-Angleterre) 16-13 (ET) |
| 2002                   | 11                                           | 5                                            | 0                                            | 1er AFC West                                                                      | Victoire en séries éliminatoires (division) (Jets de New York) 30–10 Victoire en finale de conférence AFC (Titans du Tennessee) 41–24 Défaite au Super Bowl XXXVII (Buccaneers de Tampa Bay) 48-21                                                                            |
| 2003                   | 4                                            | 12                                           | 0                                            | 3e AFC West                                                                       | -- |
| 2004                   | 5                                            | 11                                           | 0                                            | 4e AFC West                                                                       | -- |
| 2005                   | 4                                            | 12                                           | 0                                            | 4e AFC West                                                                       | -- |
| 2006                   | 2                                            | 14                                           | 0                                            | 4e AFC West                                                                       | -- |
| 2007                   | 4                                            | 12                                           | 0                                            | 4e AFC West                                                                       | -- |
| 2008                   | 5                                            | 11                                           | 0                                            | 3e AFC West                                                                       | -- |
| 2009                   | 5                                            | 11                                           | 0                                            | 3e AFC West                                                                       | -- |
| 2010                   | 8                                            | 8                                            | 0                                            | 3e AFC West                                                                       | -- |
| 2011                   | 8                                            | 8                                            | 0                                            | 3e AFC West                                                                       | -- |
| 2012                   | 4                                            | 12                                           | 0                                            | 3e AFC West                                                                       | -- |
| 2013                   | 4                                            | 12                                           | 0                                            | 4e AFC West                                                                       | -- |
| 2014                   | 3                                            | 13                                           | 0                                            | 4e AFC West                                                                       | -- |
| 2015                   | 7                                            | 9                                            | 0                                            | 3e AFC West                                                                       | -- |
| 2016                   | 12                                           | 4                                            | 0                                            | 2e AFC West                                                                       | Défaite en séries éliminatoires (division) (Texans de Houston) 27-14 |
| 2017                   | 6                                            | 10                                           | 0                                            | 3e AFC West                                                                       | -- |
| 2018                   | 4                                            | 12                                           | 0                                            | 4e AFC West                                                                       | -- |
| 2019                   | 7                                            | 9                                            | 0                                            | 3e AFC West                                                                       | -- |
| Raiders de Las Vegas   |                                              |                                              |                                              |                                                                                   | |
| 2020                   | 8                                            | 8                                            | 0                                            | 2e AFC West                                                                       | -- |
| 2021                   | 10                                           | 7                                            | 0                                            | 2e AFC West                                                                       | Défaite en séries éliminatoires (wild card) (@ Bengals de Cincinnati) 26–19 |
| 2022                   | 6                                            | 11                                           | 0                                            | 3e AFC West                                                                       | -- |
| 2023                   | 8                                            | 9                                            | 0                                            | 2e AFC West                                                                       | -- |
| 2024                   | 4                                            | 13                                           | 0                                            | 4e AFC West                                                                       | -- |
| 2025                   | Ne pas modifier avant la fin de saison 2025. | Ne pas modifier avant la fin de saison 2025. | Ne pas modifier avant la fin de saison 2025. | Ne pas modifier avant la fin de saison 2025.                                      | Ne pas modifier avant la fin de saison 2025. |
| Totaux                 | 509                                          | 480                                          | 11                                           | Saison régulière (15 titres de division, 4 titres de conférence)                  | Saison régulière (15 titres de division, 4 titres de conférence) |
| Totaux                 | 025                                          | 020                                          | -                                            | Séries éliminatoires                                                              | Séries éliminatoires |
| Totaux                 | 534                                          | 500                                          | 11                                           | Saison régulière + séries éliminatoires (1 titre AFL avant 1966 et 3 Super Bowls) | Saison régulière + séries éliminatoires (1 titre AFL avant 1966 et 3 Super Bowls) |